# 月鲁帖木儿 (建昌卫)
月鲁帖木儿（？—1392年），元朝大臣，明朝建昌卫指挥使。蒙古族，又作伊噜特穆尔。

## 生平
元顺帝至正二十六年（1366年）月鲁帖木儿任中书右丞，升平章政事。次年，为知抚军院事。守建昌路（今四川省西昌市）。明太祖洪武十五年（1382年），明军平定云南，设置建昌卫指挥司，他从建昌到南京朝贡，把元朝所授符印交上，被封为建昌卫指挥使。洪武二十五年（1392年），月鲁帖木儿聚众万余反明，集合德昌、会川（今四川省会理县）的土兵攻打建昌，再北攻苏州（今四川省冕宁县北），被明朝将领鲁毅抗击。四月初二，朱元璋诏蓝玉总制，聂纬、徐司马、瞿能为将，率领京卫和陕西兵一万五千人进击。七月月鲁帖木儿在双狼寨、托落寨被瞿能击败，俘斩一千八百余人。十一月十七日，蓝玉派百户毛海于柏兴州（今四川盐源）以计诱执月鲁帖木儿及其子胖伯，余众尽降。月鲁帖木儿被送到南京处死。